# John Sinclair (ambientalista)
John Sinclair (Maryborough, Australia, 13 de julio de 1939-Auchenflower, Australia, 3 de febrero de 2019) fue un activista australiano que recibió el premio Global 500 Roll of Honor en 1990 y también el Premio Medioambiental Goldman en 1993.
Sinclair fue nombrado Oficial de la Orden de Australia (AO) en las Honras del Día de Australia de 2014 por "servicios diferenciados para la conservación y el medio ambiente, a través de papeles de defensa y liderazgo en una serie de organizaciones y por la gestión y protección de recursos naturales".
Sinclair murió el 3 de febrero de 2019 en el Hospital Wesley en Auchenflower, Brisbane, de cáncer de próstata. Él dejó a su compañera, cuatro hijos y nueve nietos.